# Vanesa Gimbert Acosta
Vanesa Gimbert Acosta (* 19. April 1980 in Bergara) ist eine ehemalige spanische Fußballspielerin.

## Karriere

### Vereine
Gimbert spielte in der Saison 1998/99 zuletzt im Seniorinnenbereich für den in Montilla ansässigen Montilla C.F., bevor sie vier Jahre lang für den UD Levante, zwei Jahre in der División de Honor und zwei Jahre in der Superliga, in der höchsten Spielklasse im spanischen Frauenfußball aktiv war. Ihre Zeit war von zwei Meisterschaften und drei Vereinspokalsiegen geprägt.
Nach einer Saison für den CFF Estudiantes de Huelva folgten drei Saisonen für CD Hispalis. Anschließend spielte sie jeweils drei Jahre lang für Rayo Vallecano (in der Superliga) und Espanyol Barcelona (in der Superliga und Primera División Femenina). Mit erstgenannten Verein gewann sie drei, mit letztgenannten ein Titel.
Für ihren letzten Verein spielte sie am längsten. Während ihrer Vereinszugehörigkeit von 2013 bis 2022 konnte sie mit Athletic Bilbao mit dem Gewinn der Meisterschaft am Saisonende 2015/16 ein einziges Mal die Vormachtstellung des FC Barcelona und von Atlético Madrid durchbrechen, die seit der Saison 2010/11 die Meisterschaft unter sich ausmachten; bis 2022/23 achtmal FC Barcelona und dreimal Atlético Madrid. Die Ankündigung des Endes ihrer Spielerkarriere am 25. April 2022 fand am 25. Mai 2022 (30. Spieltag) nach der 1:4-Niederlage im Heimspiel gegen den FC Sevilla ihre Umsetzung.

### Nationalmannschaft
Gimbert gehörte bereits im Alter von 17 Jahren dem Kader der A-Nationalmannschaft während der vom 29. Juni bis zum 12. Juli 1997 in Norwegen und Schweden ausgetragenen Europameisterschaft an, blieb jedoch ohne Turniereinsatz. Am 23. November 1997 bestritt sie für die U18-Nationalmannschaft in Torroella de Montgrí, beim 4:4-Unentschieden gegen die U18-Nationalmannschaft Tschechiens im dritten Spiel der Gruppe 7 für die Europameisterschaft 1998, ein Länderspiel.
Für die A-Nationalmannschaft wurde sie in den beiden Begegnungen mit der Nationalmannschaft der Niederlande in der Qualifikationsgruppe 2 für die vom 5. bis zum 19. Juni 2005 anstehende Europameisterschaft in England, eingesetzt, sowie am 25. Oktober 2008 in Las Rozas de Madrid im ersten Ausschlussspiel der 3. Qualifikationsrunde für die Europameisterschaft 2009; beide Begegnungen mit der Nationalmannschaft der Niederlande endeten mit einer 0:2-Niederlage.

## Erfolge
- Spanischer Meister 2016 (mit Athletic Bilbao)
- Spanischer Pokalsieger 2012 (mit Espanyol Barcelona)
- Spanischer Meister 2009, 2010 und Pokalsieger 2008 (mit Rayo Vallecano)
- Spanischer Meister 2001, 2002 und Pokalsieger 2000, 2001, 2002 (mit UD Levante)